# エルヴィス (映画)
『エルヴィス』（Elvis）は、2022年のアメリカ合衆国の伝記映画。エルヴィス・プレスリーの生涯を描いている。監督はバズ・ラーマン、出演はオースティン・バトラー、トム・ハンクスなど。バトラーがプレスリーを演じる。
長年ラッド・カンパニーの創業者を担当していたアラン・ラッド・Jrは同年3月2日に死去したため、この作品を彼に捧げている。

## ストーリー
1997年。エルヴィス・プレスリーの元マネージャーであるトム・パーカー大佐は、脳卒中で死の床に就きながら、エルヴィスとの日々を追憶して行く。
1954年、カントリー歌手のマネージャーだったパーカーは、ツアー先で新人歌手のエルヴィスと出会った。化粧をし、腰をくねらせて踊る若者に、女性ファン達は熱狂した。人種分離が合法化されていた当時のアメリカでは、黒人歌手と白人歌手では歌唱法も違ったが、黒人居住区で育ったエルヴィスは、黒人のように歌える白人だったのだ。
エルヴィスの才能に目を付け、専属マネージャーとなるパーカー。パーカーの手腕で、エルヴィスはロックンロールの王者の座に登り詰めた。大豪邸を購入し、家族やスタッフを住まわせるエルヴィス。だが、卑わいなエルヴィスのスタイルは"骨盤ダンス""黒人の真似"と揶揄され、白人の権力者たちから敵視された。踊らずに歌う約束で立ったコンサートで反抗的に歌い踊り、逮捕されるエルヴィス。刑務所送りを回避する為にパーカーは、徴兵令に応じてエルヴィスを入隊させた。
2年間の兵役を終え、映画に主演するも評判の悪いエルヴィス。そこへパーカーが、ラスベガスでの豪華ショーの企画を持ち込んだ。1970年、白いジャンプスーツ姿でステージに立ち、大喝采を浴びるエルヴィス。だが、舞台外でのエルヴィスは麻薬に溺れ、結婚生活も破綻した。稼ぎの50%を搾取し、口実を設けて海外公演を妨害し続けるパーカー。実はパーカーには海外に出られない事情があった。オランダからの密入国者のパーカーは、大佐という肩書きも、名前すら詐称だったのだ。
パーカーとの縁を切ろうとするエルヴィス。だが、贅沢三昧を続けて来たエルヴィスは、パーカーから多額の借金をしており、返済を迫られれば破産は免れなかった。パーカーの言いなりに5年目のラスベガス・ショーを契約するエルヴィス。その後、激太りしたエルヴィスは、1977年に42才で心臓発作により急逝した。
パーカーはエルヴィスの死後に裁判でマネージャーとしての悪事を暴かれ、ギャンブル癖により財産を散財して亡くなった。

## キャスト
※括弧内は日本語吹替。
- エルヴィス・プレスリー：オースティン・バトラー（小野大輔）
  - 若い頃のエルヴィス・プレスリー：チェイトン・ジェイ
- トム・パーカー大佐：トム・ハンクス（江原正士）
- プリシラ・プレスリー：オリヴィア・デヨング（井上麻里奈）
- グラディス・プレスリー：ヘレン・トムソン（英語版）（田村聖子）
- ヴァーノン・プレスリー：リチャード・ロクスバーグ（中根徹）
- ミニー・メイ・プレスリー：リズ・ブラッケット
- B.B.キング：ケルヴィン・ハリソン・Jr
- ハンク・スノウ（英語版）︰デビッド・ウェナム
- ジミー・ロジャーズ・スノウ：コディ・スミット＝マクフィー（白石兼斗）
- ジェームズ・イーストランド（英語版）上院議員：ニコラス・ベル
- ジェリー・シリング（英語版）：ルーク・ブレイシー（英語版）
- スティーヴ・ビンダー：デイカー・モンゴメリー
- トム・ディスキン：レオン・フォード（英語版）
- アーサー・”ビッグ・ボーイ”・クルーダップ：ゲイリー・クラーク・Jr（英語版）
- シスター・ロゼッタ・サープ：ヨラ（英語版）
- ディクシー・ロック：ナターシャ・バセット（英語版）
- スコティ・ムーア：ゼイヴィア・サミュエル
- ビル・ブラック：アダム・ダン
- リトル・リチャード：アルトン・メイソン（英語版）
- ビッグ・ママ・ソーントン：ションカ・デュクレ
- シルヴィア・シェムウェル：シャロン・ブルックス

さらに、ジョシュ・マッコンヴィルとケイト・マルバニーはサン・レコードのサム・フィリップスとマリオン・ケイスカーをそれぞれ演じ、クレ・モーガンはマヘリア・ジャクソンとして登場する。

## 製作

### プリプロダクション・キャスティング
本プロジェクトは2014年4月、バズ・ラーマンが監督として交渉中、ケリー・マーセルが脚本を執筆することが発表され明らかにされた。
その後しばらく新たな情報は公開されなかったが、2019年3月、トム・ハンクスがトム・パーカー大佐としてキャスティングされることが発表された。ラーマンが監督に決まり、脚本はマーセルに代わりラーマンとサム・ブロメル、クレイグ・ピアースが担当する。7月、主役のエルヴィス・プレスリー役にはアンセル・エルゴート、マイルズ・テラー、オースティン・バトラー、アーロン・テイラー＝ジョンソン、ハリー・スタイルズが候補に挙がった。"アンチェインド・メロディ"を歌ったオーディション映像でラーマンに印象付けたバトラーが最終的に役を勝ち取った。ラーマンはエンターテインメント・ウィークリーのインタビューで、デンゼル・ワシントンから電話がありバトラーを勧められたことを明らかにした。10月、オリヴィア・デヨングがプリシラ・プレスリー役でキャスト入りした。マギー・ジレンホールとルーファス・シーウェルがそれぞれグラディスとヴァーノン・プレスリー役として（のちにその役はヘレン・トムソンとリチャード・ロクスバーグに置き換えられた）、Yolaがシスター・ロゼッタ・サープ役として参加することが発表された。

### 撮影
主要撮影は2020年1月28日にオーストラリアで開始された。2020年3月12日、製作はハンクスと彼の妻のリタ・ウィルソンが新型コロナウイルス感染症の陽性と診断されたため、一時中断された。9月23日に製作が再開された。2020年9月、ルーク・ブレイシー、リチャード・ロクスバーグ、ヘレン・トムソン、デイカー・モントゴメリー、ナターシャ・バセット、ゼイヴィア・サミュエル、レオン・フォード、ケイト・マルヴァニー、ギャレス・デイヴィス、チャールズ・グラウンズ、ジョシュ・マッコンヴィルとアダム・ダンがキャスト入りした。撮影の遅れによるスケジュール都合で、シーウェルとジレンホールが降板することになり、それぞれロクスバーグとトムソンにキャスト変更された。12月、ケルヴィン・ハリソン・JrがB.B.キング役に決まる。2021年1月、アルトン・メイソンがリトル・リチャード役として決定する。2022年5月25日、バトラーはGQで、2021年3月に撮影終了した後、1週間虫垂炎で入院して寝たきりだったことを明らかにした。

## 音楽
2022年4月25日、ドージャ・キャットが本作のために、ビッグ・ママ・ソーントンの「ハウンド・ドッグ」の要素を入れたオリジナル曲「ヴェガス」を提供することが発表された。「ヴェガス」は夏に発売される本作のサウンドトラックアルバムに先駆け、2022年5月6日にシングルリリースされた。サウンドトラックアルバムには、プレスリー作品の要素を含んだ様々なジャンルからの著名アーティストによる楽曲も収録される。イタリアのバンド マネスキンとケイシー・マスグレイヴスは、それぞれプレスリーの「明日への願い」と「好きにならずにいられない」のカバー曲を提供した。2022年5月23日、ラッパーのエミネムは彼のインスタグラムで、ドクター・ドレープロデュースにより彼とシーロー・グリーンのコラボ曲「ザ・キング・アンド・アイ」を発表した。同日、アルバム収録曲の全アーティストが発表され、映画のキャストのほかにスティーヴィー・ニックス、ジャック・ホワイト、ディプロ、スウェイ・リーの参加が伝えられた。バトラーによるもののほかに、プレスリー自身の声を使用した楽曲もアルバムに含まれる。「ザ・キング・アンド・アイ」は当初のリリース日より早く2022年6月16日にリリースされた。サウンドトラックアルバムは2022年6月24日にリリースされ、2022年6月9日付けのビルボードのサウンドトラックチャートで1位を記録した。
2022年6月12日、ラーマンは作中でエルヴィスが歌うシーンにおいて、若い時はバトラーの声を、年を重ねた時はエルヴィス本人の声を使用しているを明らかにした。その証拠に、若き日のエルヴィスに扮したバトラーが「ザッツ・オール・ライト」を歌うテスト撮影をラーマンがSNSに載せ、拡散されたそれを見た人々からは多くの好意的な意見が寄せられた。しかしのちに、バトラーのヴォーカルはエルヴィスの老齢期のものと混合されていることが明らかになった。

## 作品の評価
Rotten Tomatoesによれば、383件の評論のうち高評価は77%にあたる296件で、平均点は10点満点中6.9点、批評家の一致した見解は「バズ・ラーマン監督のまばゆいばかりのエネルギーとスタイルがオースティン・バトラーの主演としての卓越した演技によって完璧に補完され、ロック伝記映画の標準形式が『エルヴィス』で一変する。」となっている。
Metacriticによれば、60件の評論のうち、高評価は36件、賛否混在は19件、低評価は5件で、平均点は100点満点中64点となっている。